# Congreso Cultural de La Habana
El Congreso cultural de La Habana fue una reunión desarrollada del 4 al 11 de enero de 1968 en la ciudad de La Habana, Cuba. El evento reunió a más de 500 intelectuales, artistas y científicos de diversas partes del mundo. El tema central fue El colonialismo y el neocolonialismo en el desarrollo cultural de los pueblos.

## Descripción
El gobierno cubano convocó a un congreso de intelectuales para enero de 1968 con el objetivo de "debatir los problemas de Asia, África y América Latina". Dentro de las jornadas, los intelectuales también asistieron a la entrega del Premio Casa de las Américas. El tema El colonialismo y el neocolonialismo en el desarrollo cultural de los pueblos fue dividido en cinco ejes, los cuales fueron tratados por la misma cantidad de comisiones:
- Cultura e independencia nacional
- La formación integral del hombre
- Responsabilidad del intelectual ante los problemas del mundo subdesarrollado
- Cultura y medios masivos de comunicación
- Problemas de la creación artística y del trabajo científico y técnico

El día de la inauguración, el presidente Osvaldo Dorticós Torrado dio el discurso de bienvenida. Luego, el líder comunista vietnamita Nguyễn Văn Linh comentó a los asistentes sobre la situación política en el país asiático. El congreso contó con ponencias de los autores Mario Benedetti, Leon Rozitchner, Roberto Fernández Retamar, Fernando Martínez Heredia entre otros. El escritor Jean-Paul Sartre no asistió al congreso; sin embargo, dedicó un mensaje a los asistentes. Los asistentes suscribieron la Declaración General del Congreso Cultural de La Habana y el Llamamiento de La Habana. En la Declaración, los firmantes nombraron a Che Guevara como intelectual revolucionario Fidel Castro asistió al congreso y dio el discurso de clausura.

## Asistentes
| Invitado                        | País              | Reconocido por          |
| ------------------------------- | ----------------- | ----------------------- |
| Max Aub                         | España México     | Escritor                |
| Jorge Semprún                   | España            | Escritor                |
| Blas de Otero                   | España            | Escritor                |
| Antonio Saura                   | España            | Escritor                |
| Mario Vargas Llosa              | Perú              | Escritor                |
| Sebastian Salazar Bondy         | Perú              | Escritor                |
| Óscar Miró Quesada de la Guerra | Perú              | Periodista              |
| José María Arguedas             | Perú              | Escritor                |
| Juan Marinello Vidaurreta       | Cuba              | Escritor                |
| Mariano Rodríguez               | Cuba              | Pintor                  |
| Roberto Fernández Retamar       | Cuba              | Poeta                   |
| Fernando Martínez Heredia       | Cuba              | Escritor, filósofo      |
| Vicente Revuelta                | Cuba              | Actor, director teatral |
| Alejo Carpentier                | Cuba              | Escritor                |
| Carlos Franqui                  | Cuba              | Escritor                |
| Haydée Santamaría               | Cuba              | Política                |
| Italo Calvino                   | Cuba Italia       | Escritor                |
| Félix Pita Rodríguez            | Cuba              | Escritor                |
| Mario Benedetti                 | Uruguay           | Poeta                   |
| André Gunder Frank              | Alemania          | Economista              |
| Hans Magnus Enzensberger        | Alemania          | Poeta                   |
| Manuel Galich                   | Guatemala         | Escritor                |
| Edelberto Torres Rivas          | Guatemala         | Sociólogo               |
| Jorge Edwards                   | Chile             | Escritor                |
| Enrique Lihn                    | Chile             | Poeta                   |
| Roberto Matta                   | Chile             | Pintor                  |
| René Depestre                   | Haití             | Poeta                   |
| Jorge Enrique Adoum             | Ecuador           | Escritor                |
| Jorge Zalamea                   | Colombia          | Escritor                |
| Arnaldo Orfila Reynal           | Argentina         | Editor                  |
| Julio Cortázar                  | Argentina         | Escritor                |
| Leon Rozitchner                 | Argentina         | Escritor                |
| Paco Urondo                     | Argentina         | Escritor                |
| Ricardo Piglia                  | Argentina         | Escritor                |
| Asger Jorn                      | Dinamarca         | Pintor                  |
| André Pieyre de Mandiargues     | Francia           | Escritor                |
| Joyce Mansour                   | Francia Egipto    | Poeta                   |
| Edouard Pignon                  | Francia           | Pintor                  |
| Aimé Césaire                    | Francia           | Poeta                   |
| Michel Leiris                   | Francia           | Escritor                |
| Victor Vasarely                 | Francia Hungría   | Artista                 |
| Siné                            | Francia           | Humorista gráfico       |
| Ralph Miliband                  | Bélgica           | Historiador             |
| Jesús Silva Herzog              | México            | Economista              |
| Adolfo Sánchez Vázquez          | México España     | Escritor                |
| Neus Espresate Xirau            | México España     | Editora                 |
| David Alfaro Siqueiros          | México            | Pintor                  |
| Emmanuel Carballo               | México            | Escritor                |
| Stokely Carmichael              | Trinidad y Tobago | Político                |
| CLR James                       | Trinidad y Tobago | Escritor                |
| Alex La Guma                    | Sudáfrica         | Escritor                |
| John Berger                     | Reino Unido       | Escritor                |
| Arnold Wesker                   | Reino Unido       | Dramaturgo              |
| Eric Hobsbawm                   | Reino Unido       | Historiador             |
| Herbert Read                    | Reino Unido       | Crítico de arte         |
| Robin Blackburn                 | Reino Unido       | Historiador             |
| Perry Anderson                  | Reino Unido       | Historiador             |
| Luigi Nono                      | Italia            | Compositor              |
| Giulio Einaudi                  | Italia            | Editor                  |
| Giangiacomo Feltrinelli         | Italia            | Editor                  |
| Rossana Rossanda                | Italia            | Periodista              |
| Roman Karmen                    | Rusia             | Director de cine        |
| Susan Sontag                    | Estados Unidos    | Escritora               |
| David Bruce Lellinger           | Estados Unidos    | Botánico                |
| Jules Feiffer                   | Estados Unidos    | Humorista               |